# Championnat de France de hockey sur glace 1969-1970
Saison précédente Saison suivante
La saison 1969-1970 est la 49e saison du championnat de France de hockey sur glace.

## Bilan
25e titre de champion de France pour le Chamonix Hockey Club.